# Дуберман, Мартин
Ма́ртин Ба́умл Дуберма́н (англ. Martin Bauml Duberman; род. в 6 августа 1931, Нью-Йорк, США) — американский историк и гей-активист.

## Биография
Родился 6 августа 1931 года в Нью-Йорке и вырос в Маунт-Верноне.
В 1948 году окончил Школу имени Хораса Манна.
В 1952 году получил степень бакалавра гуманитарных наук в Йельском университете.
В 1957 году получил степень доктора философии по истории в Гарвардском университете.
В 1957—1962 годы преподавал американскую историю в Йельском университете.
В 1962—1971 годы — преподавал американскую историю в Принстонском университете.
С 1971 года — профессор-эмерит истории средних веков Колледжа Лемана и магистерской школы Городского университета Нью-Йорка. 
В 1986—1996 годы — основатель и первый директор Центра изучения лесбиянок и геев при магистерской школе Городского университета Нью-Йорка. 
Член Академического союза геев.
Член учредительных советов Национальной рабочей группы по проблемам геев и лесбиянок и Ламбда легал.
Автор более двадцати пяти книг, которые посвящены Джеймсу Расселлу Лоуэллу, Чарльзу Фрэнсису Адамсу, Полю Робсону, Стоунволлским бунтам, Говарду Зинну, Бунту на Хеймаркет и т.д.
Является неоаболиционистом, последовательно выступающим против расовой дискриминации, что отразилось в его сборнике статей и эссе Авангард борьбы против рабства.

## Награды
- Премия Билла Уайтхеда[англ.] (2009)
- Литературная премия Ламбда[англ.] (2015)

## Сочинения

### Книги
- Duberman M. Stonewall, (Dutton, 1993).
- Duberman M. Paul Robeson, New York: Alfred A. Knopf, 1989.

### Редакция
- Duberman M., ed. The Antislavery Vanguard: New Essays on the Abolitionists, Princeton: Princeton University Press, 1966.

### Статьи
- Duberman M. The Avenging Angel // The Nation. — 04.05.2005.